# Snyder (Pennsylvania)
Snyder  è una township degli Stati Uniti d'America, nella contea di Blair nello Stato della Pennsylvania. Secondo il censimento del 2000 la popolazione è di 3.358 abitanti.

## Società

### Evoluzione demografica
La composizione etnica vede una maggioranza di quella bianca (99.17%), seguita dagli afroamericani (0,18%) dati del 2000.
| township di Snyder Popolazione |       |
| 2000                           | 3.358 |
| Stima al 2009                  | 3.392 |